# Cal Ripken, Jr.
Pour les articles homonymes, voir Cal Ripken (homonymie) et Ripken.
Calvin « Cal » Edwin Ripken, Jr. (né le 24 août 1960 à Havre de Grace, Maryland, États-Unis) est un ancien arrêt-court et joueur de troisième but dans la Ligue majeure de baseball. Il a joué toute sa carrière, de 1981 à 2001, avec les Orioles de Baltimore. 
Il est le fils de Cal Ripken, Sr., lui-même entraîneur des Orioles et le frère de Billy Ripken également joueur des Orioles. Cal Jr. est célèbre pour avoir joué 2 632 parties consécutives, battant le record de Lou Gehrig, un record de tous les temps qui lui vaudra d'être surnommé l'« homme de fer du baseball ».
Élu recrue de l'année en 1982, il est nommé joueur par excellence de la Ligue américaine en 1983 et 1991. Il participe à 19 matchs d'étoiles, est élu joueur du match des étoiles en 1991 et 2001, gagne deux fois le Gant doré pour son jeu défensif, 8 fois le Bâton d'argent pour ses performances offensives, est l'un des trois arrêts-courts nommés sur l'équipe du siècle en 1999 et gagne la Série mondiale 1983 avec les Orioles.
Ripken a été élu au Temple de la renommée du baseball dès sa première année d'éligibilité en 2007, avec 98,53 % d'appuis. Il a été l'un des deux joueurs élus à ce moment, l'autre étant Tony Gwynn.

## Carrière

### Ligues mineures
En 1981 Ripken a joué pour les Rochester Red Wings quand il a participé au match le plus long de l'histoire de baseball, 33 manches. Ripken fut le joueur de troisième but, le joueur de troisième but de l'autre équipe fut Wade Boggs qui lui-même sera élu au Temple de la renommée du baseball 22 ans plus tard. L'adversaire les Pawtucket Red Sox ont gagné la partie 3 points à 2 après 33 manches.

### Ligues majeures

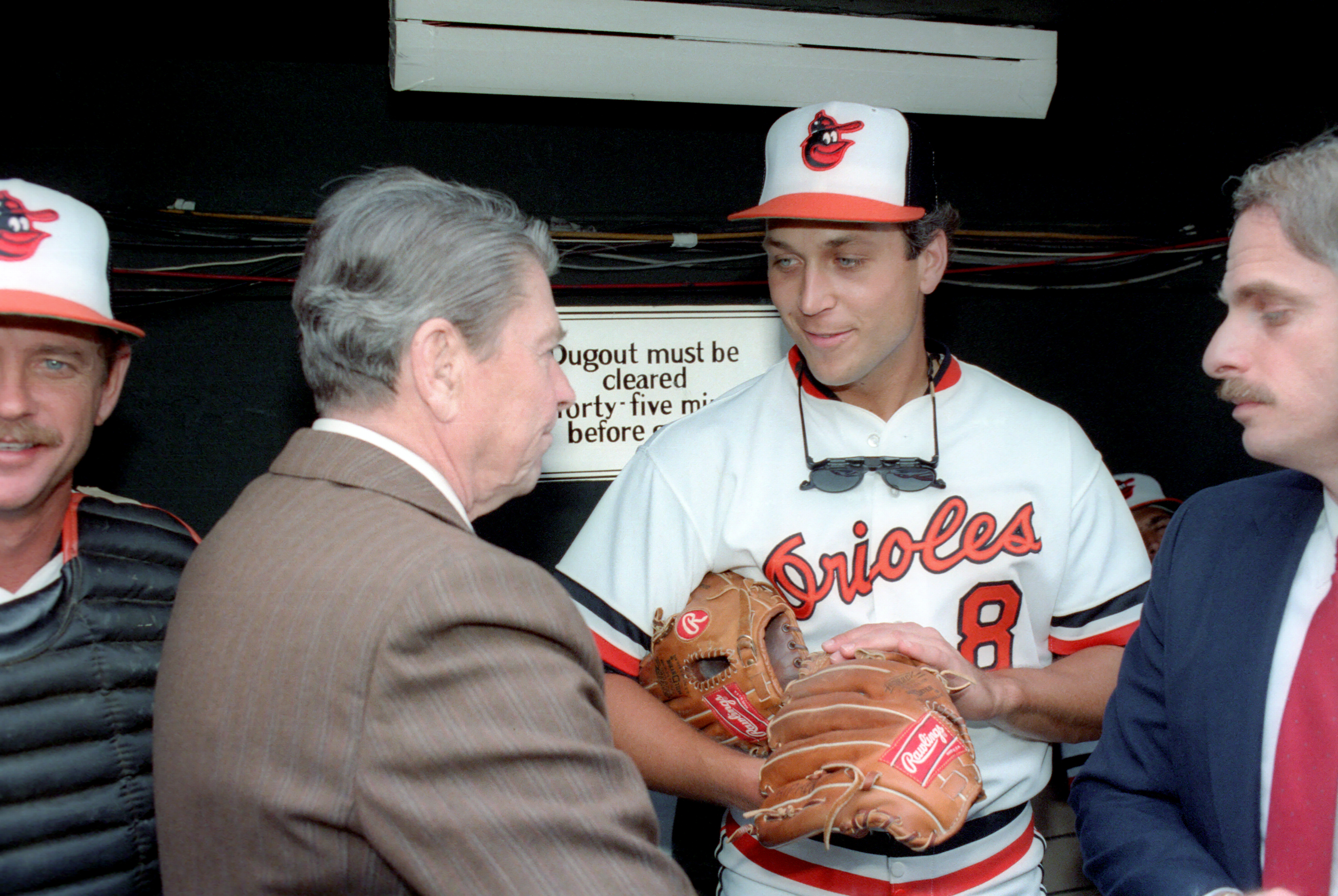
Le président américain Ronald Reagan rencontre Cal Ripken, âgé de 25 ans, en 1986.

Ripken a joué son premier match le 10 août 1981 à la fin de la saison régulière. 1982 fut sa première saison complète avec 148 coups sûrs, 93 points produits et 90 points. Il fut élu la recrue de l'année et a fini 30e lors du vote pour le meilleur joueur. En 1983 il a accumulé 211 coup sûrs, 27 circuits, 102 points produits et 121 points pour être élu le meilleur joueur des ligues majeures avec 32 points d'avance sur son propre coéquipier Eddie Murray. Les Orioles ont gagné la Ligue américaine et les World Series face aux Phillies de Philadelphie 4 matchs à 1.
Ripken fut le premier joueur à obtenir le prix de la recrue de l'année puis, dès sa deuxième saison, celui du joueur par excellence, jusqu'à 2006 quand Ryan Howard répéta la chose dans la Ligue nationale.
En 1991 Ripken a frappé 0,323 avec 210 coups sûrs, 34 circuits, 104 points produits et 99 points pour être encore élu le meilleur joueur. En plus, il fut élu au match des étoiles et fut élu le meilleur joueur du match des étoiles, et remporté le Prix Silver Slugger et le gant doré pour les arrêts-courts. En plus, il fut le premier joueur ayant été élu le meilleur joueur avec une équipe qui a perdu plus de 50 % de ses matchs. En 1993 il a enregistré le plus grand nombre de circuits par un arrêt-court en carrière, dépassant Ernie Banks.

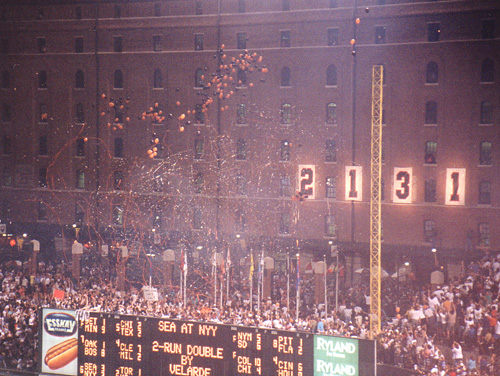
Le 6 septembre 1995, Ripken joue un 2131e match consécutif, un nouveau record, et est fêté à Camden Yards.

Le 6 septembre, 1995 Ripken a battu le record de Lou Gehrig en jouant son 2131e match consécutif. Le Président des États-Unis Bill Clinton était là. À la fin de la 5e manche, quand le match est devenu officiel, Ripken a reçu une ovation des fans qui a duré 22 minutes.
Le 20 septembre 1998 Ripken a décidé de ne pas jouer, la première fois depuis 1981 qu'il a raté un match. Les fans lui ont donné une autre ovation avant le début du match. Le 15 avril 2000 Ripken a enregistré son 3000e coup sûr contre le lanceur Héctor Carrasco des Twins du Minnesota.
Ripken a annoncé qu'il voulait prendre sa retraite à la fin de 2001. Il fut élu au match des étoiles pour la 18e fois et a frappé un coup de circuit pour gagner la partie. Il est devenu le seul joueur ayant été deux fois le meilleur joueur du match des étoiles. À la fin de la saison, la dernière partie allait être à Yankee Stadium à New York mais à cause des attentats du 11 septembre 2001 le dernier match de sa carrière fut à Camden Yard. Là les Orioles ont retiré le numéro de son maillot.
Le 9 janvier 2007 il fut élu au Temple de la renommée du baseball avec 537 sur 545 votes (98,53 %), seuls Nolan Ryan et Tom Seaver ont dépassé ce pourcentage, deux lanceurs. Il sera officiellement intronisé le 29 juillet 2007.

## Vie personnelle
Cal Ripken, Jr. est le fils de Cal Ripken, Sr. (1935-1999), manager de longue date avec les clubs-école de ligues mineures des Orioles et gérant à Baltimore pour deux matchs en 1985, puis en 1987 et 1988. Ripken père est d'ailleurs le seul manager à avoir dirigé deux de ses enfants dans le baseball majeur puisque Billy Ripken, jeune frère de Cal né en 1964, a évolué dans la MLB de 1987 à 1996, dont 7 saisons avec les Orioles.
Le 24 juillet 2012, Vi Ripken, 74 ans, mère de Cal et Billy, est enlevée par un homme armé à sa résidence d'Aberdeen (Maryland) mais retrouvée saine et sauve.

## Palmarès
- Recrue de l'année en 1982
- Meilleur joueur des ligues majeures: 1983, 1991
- Gagnant du gant doré: 1991, 1992

- Classé 8e pour les parties jouées : 3001
- Classé 4e pour les présences au bâton : 11551
- Classé 14e pour les coups sûrs : 3184
- Classé 37e pour les coups de circuit : 431
- Classé 13e pour les doubles : 603